# عبد الله بن راشد المعلا الأول
عبد الله بن راشد المعلا الأول كان حاكم أم القيوين من 1820 إلى 1853. زعيم قبيلة آل علي، وكان من الموقعين على كل من المعاهدة البحرية العامة 1820 مع البريطانيين والهدنة البحرية الدائمة 1853، مما جعل أم القيوين إمارات الساحل المتصالح. وهي اليوم واحدة من الدول السبع الإمارات العربية المتحدة.
سلفه هو الشيخ راشد بن ماجد المعلا، الذي أنشأ في الأصل التحصين في أم القيوين، عندما انتقلت قبيلة العلي إلى الشاطئ من موقعها السابق في جزيرة السنية.

## عهد
لم يسجل سوى القليل نسبيًا فيما يتعلق بعهد عبدالله بن راشد، وتؤرخ معظم المصادر المعاصرة حكمه افتراضيًا إلى عام 1820 حيث كان أحد الموقعين على المعاهدة البحرية العامة لعام 1820 في أعقاب حملة الخليج الفارسي 1819 ضد قبيلة القاسمي في رأس الخيمة.

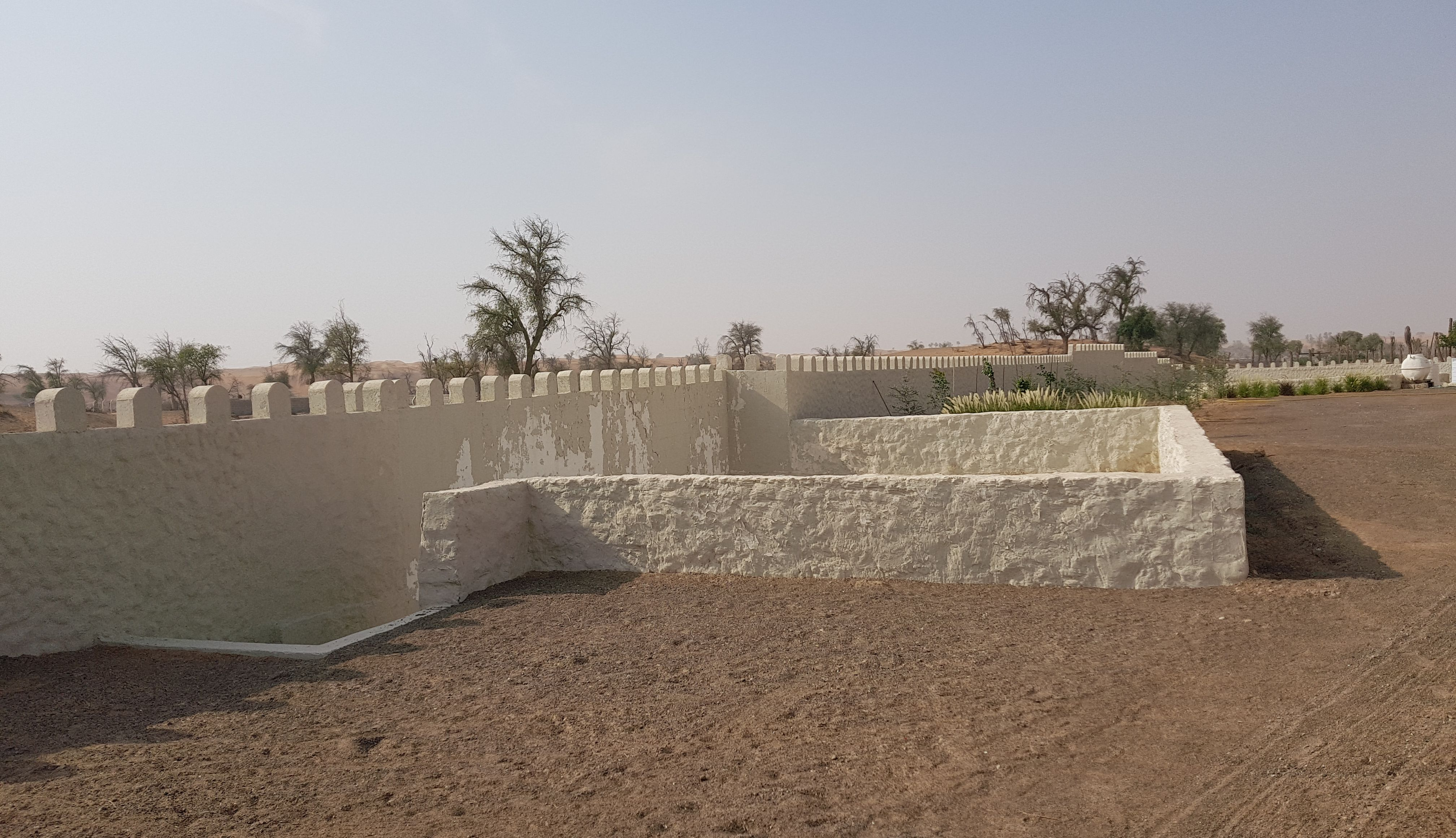
بنى "الشرع" أو الحمامات في فلج المعلا على يد الشيخ عبدالله بن راشد المعلا

وفي عام 1819، قصفت تلك القوة المستوطنات الساحلية في شبه جزيرة الخليج، مما أدى إلى استسلام شيوخ الساحل وتوقيع المعاهدة في رأس الخيمة والشارقة. وقع عبدالله بن راشد المعاهدة في 15 مارس 1820 مع راشد بن حميد، شيخ عجمان. وقع كلا الحاكمين المعاهدة في الفليعة، وهي إحدى التبعيات الداخلية لرأس الخيمة.
كان عبدالله بن راشد أيضًا أحد الموقعين على اتفاقية حظر تصدير العبيد لعام 1847 قبل التوقيع على الهدنة البحرية الدائمة عام 1853. وقد سبق هذه المعاهدة عدد من المعاهدات المؤقتة التي اتفق عليها حكام ما أصبح يعرف بالساحل المتصالح مع البريطانيين بهدف الحفاظ على السلام في البحر خلال موسم صيد اللؤلؤ. بعد عدد من هذه المعاهدات التي تُبرم كل ستة أشهر، نجحت سلسلة من الاتفاقيات السنوية إلى حد كبير في الحفاظ على السلام على الساحل، مما أدى إلى هدنة دائمة.
بالإضافة إلى استيطان أم القيوين، أسس آل علي أنفسهم في واحة داخلية، على بعد حوالي 30 كيلومترًا من الساحل، وكانت تُعرف آنذاك باسم فلج العلي وتسمى اليوم فلج المعلا. يعود الفضل لعبدالله بن راشد في بناء حمام، أو "مشاركة"، هناك - منفصل لاستخدام الرجال والنساء. وخلف عبدالله بن راشد ابنه الأكبر علي. سنة وفاته غير معروفة.